# Lookin' to Get Out
Lookin' to Get Out (mesmo título em Portugal e Brasil) é uma comédia cinematográfica estadunidense de 1982, dirigida por Hal Ashby e estrelada por Jon Voight. 
O longa marca a estreia de Angelina Jolie no cinema.

## Sinopse
Apostador perde 10 mil dólares no pôquer e convence amigo a viajar com ele a Las Vegas para levantar o dinheiro da dívida. Na cidade, encontram uma ex-namorada do apostador e ficam sabendo que ela é amante do dono do cassino.

## Elenco
- Jon Voight - Alex Kovac
- Ann-Margret - Patti Warner
- Burt Young - Jerry
- Bert Remsen - Smitty
- Siegfried and Roy - mágicos
- Angelina Jolie - Tosh